# الدیهورنو
الدیهورنو (به اسپانیایی: Aldehorno) یک شهرستان در اسپانیا است که در سگبیا واقع شده‌است.